# Велика Яблунівка (зупинний пункт)
Велика Яблунівка — пасажирський залізничний зупинний пункт Шевченківської дирекції Одеської залізниці на електрифікованій лінії Імені Тараса Шевченка — Чорноліська між зупинними пунктами Веселий Кут (2 км) та Березняки (2 км). Розташований в селі Велика Яблунівка Черкаського району Черкаської області.

## Пасажирське сполучення
На зупинному пункті Велика Яблунівка зупиняються приміські поїзди до станцій  Імені Тараса Шевченка, Знам'янка-Пасажирська, Миронівка та Цвіткове.